# Arilpa
Arilpa is een geslacht van rechtvleugeligen uit de familie krekels (Gryllidae). De wetenschappelijke naam van dit geslacht is voor het eerst geldig gepubliceerd in 1983 door Otte & Alexander.

## Soorten
Het geslacht Arilpa omvat de volgende soorten:
- Arilpa allara Otte & Alexander, 1983
- Arilpa binderia Otte & Alexander, 1983
- Arilpa gidya Otte & Alexander, 1983
- Arilpa milkappa Otte & Alexander, 1983
- Arilpa panaroo Otte & Alexander, 1983
- Arilpa pitanae Otte & Alexander, 1983
- Arilpa wirrilla Otte & Alexander, 1983